# Сноу (протока)
46°29′33″ пн. ш. 150°49′37″ сх. д. / 46.4925° пн. ш. 150.827° сх. д.
Протока Сноу (Швидка протока; рос. Пролив Сноу, Быстрый пролив) — протока Курильських островів, що розділяє острів Брат Чирпоєв від острова Чирпоя. Ширина — 2,8 км; середня глибина — 23 м, найбільша — 145 м. Адміністративно знаходиться на території Курильського міського округу Сахалінської області Російської Федерації. Названа на честь англійського промисловця шкіпера Генрі Джеймса Сноу, який плавав у цьому районі в останній четверті XIX століття та написав книгу «Курильська гряда».